# Gålöstiftelsen

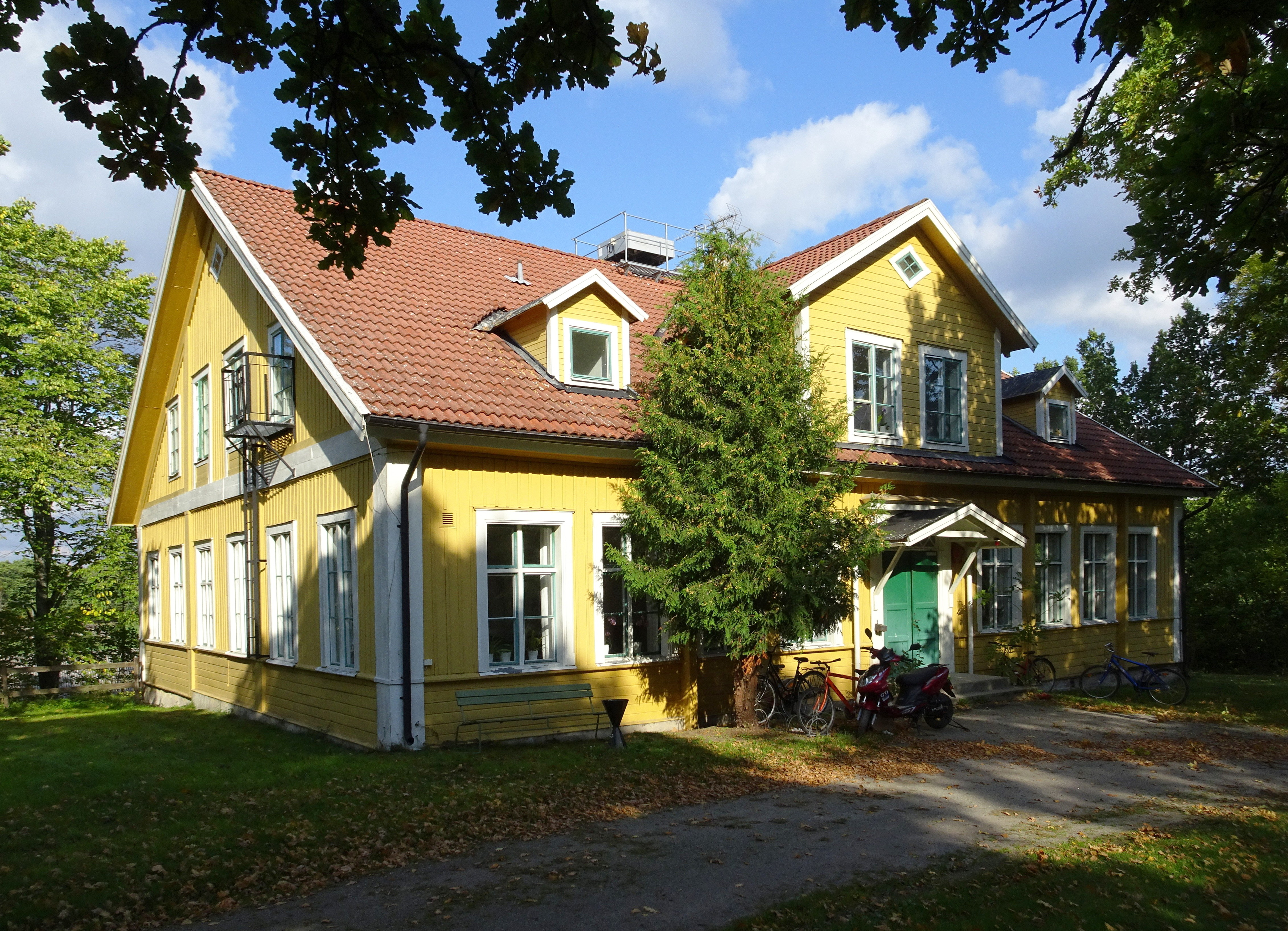
Stegsholms behandlingshem på Gålö.

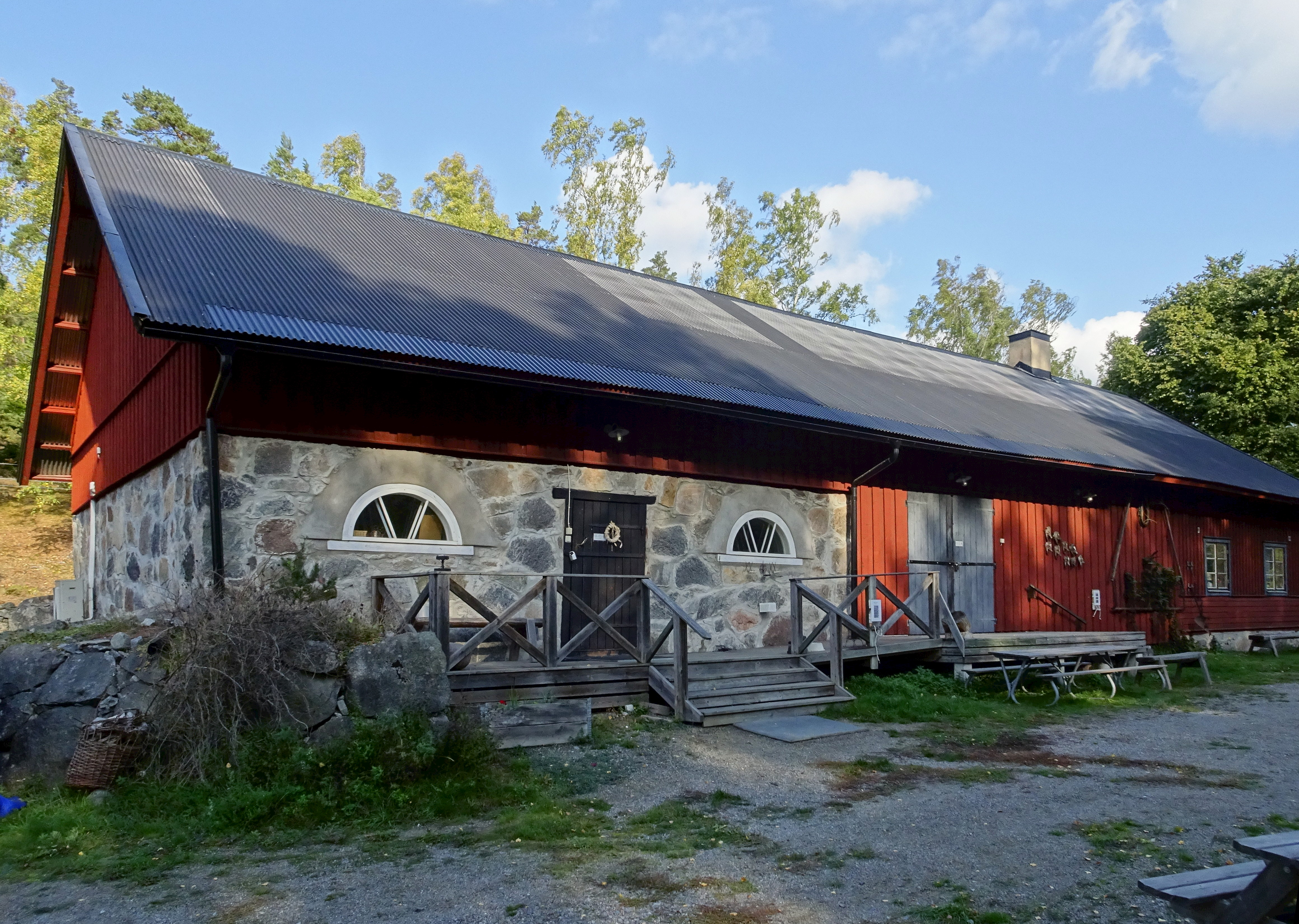
Morarnas gård var en av fem arrendegårdar som tog emot fosterbarn från Prins Carls inrättning. Idag inryms Gålö Gärsar hembygdsmuseum i byggnaden.

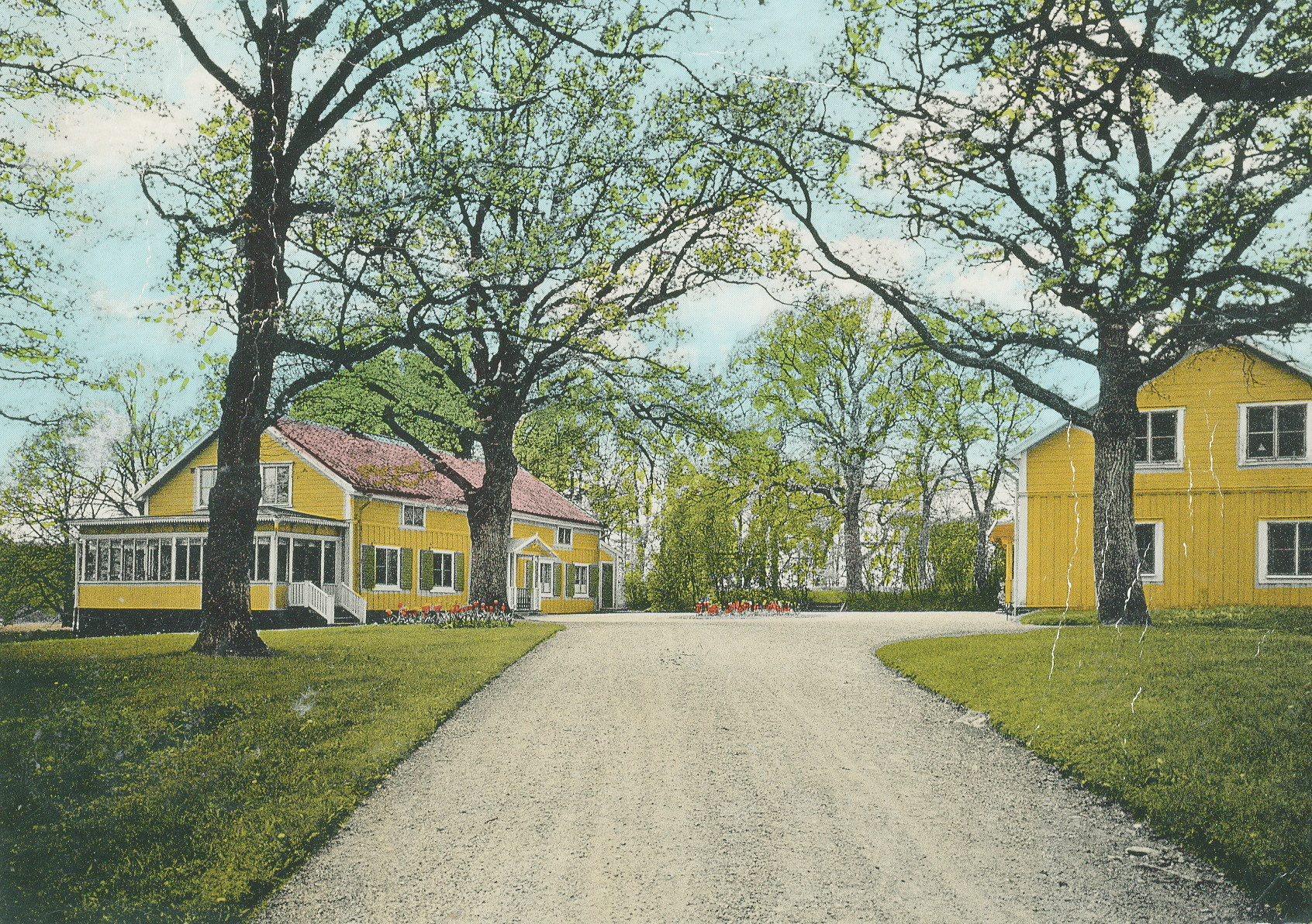
Byggnader för Gålö lantbruksskola på ett äldre vykort.

Gålöstiftelsen är en svensk stiftelse med ändamålet att genom utdelning av stipendier utöva omsorg om barn och ungdom från kommuner i Storstockholm.
Stiftelsen delar ut behovsprövade stipendier till begåvade ungdomar, bidrag till funktionshindrade ungdomar och bidrag till organisationer som arbetar mot våld och droger bland barn och ungdomar. Stiftelsen är bland de största svenska stiftelserna rankad efter innehav av aktiekapital .
De som har beviljats stipendium av Gålöstiftelsen kan bli medlem i Gålöstipendiaternas kamratförening där man som medlem har möjlighet att vistas på stiftelsens fritidshus under sommaren och där träffas, umgås och stärka sammanhållningen mellan stipendiaterna.

## Historia
Initiativet togs 1830 av den dåvarande polismästaren i Stockholm Olof af Wannqvist. Han lyckades intressera Johan Olof Wallin, då pastor primarius, sedermera ärkebiskop och känd psalmdiktare, för en insamling med syfte att skaffa en lokal där man skulle ta hand om barn som hade "ovärdiga eller inga föräldrar alls".
Bakgrunden till initiativet kunde man finna i dåtidens Stockholm. I skriande motsats till lyx och vällevnad hos ett fåtal framträdde de fattigas öde. Deras bostadsförhållande var olidliga och deras liv företedde en bild av armod. Den moraliska och fysiska vanvård, under vilken många av de fattigas barn växte upp, medförde att brottsligheten ökades år från år. Under åren 1814–1834 ökade den med cirka 150 %, medan folkmängden under samma period tillväxte med endast 14 %. Med de fattiga barnens undervisning var det också illa ställt. En kommitté som hade tillsatts för att utarbeta ett förslag till ordnande av Stockholms folkskoleväsen angav i sitt utlåtande 1853 "att i medeltal endast omkring 50 % av samtliga barn i åldern 7-14 år vare sig gått i högre eller lägre dagsskolor."
Efter det upprop som gjordes i november 1830 av Wannqvist och Wallin tillkom så rikliga donationer att man 1831 kunde inköpa en fastighet på Högbergsgatan, och den 22 november 1832 kunde de första barnen inskrivas. Avsikten var att ge barnen mat, kläder och undervisning med inriktning mot en yrkesutbildning och därigenom kunna bidra till att dessa barn inte hamnade i misär och kriminalitet. I uppropet stod bland annat följande: "att af sådana barn, som hafva ovärdiga eller inga föräldrar, samla de mest vanlottade inom en tjenlig lokal vid de år, då deras själsanlag vanligen få sin rigtning för lifstiden. I lokalen skall de tarfligen födas och klädas, undervisas i religionen och de för en hvar nödigaste kunskaper och färdigheter, finna tillfälle att utveckla sina naturliga anlag för särskilda handtverk och yrken och i synnerhet vänjas till arbetsamhet, ordning, snygghet och lydnad".
Vid konstituerande sammanträde 1833 riktades en hemställan till dåvarande överståthållaren Jakob Wilhelm Sprengtporten, att han i kraft av sitt ämbete skulle bli stiftelsens ständiga styresman. Sedan dess har överståthållaren sedermera landshövdingen under alla år varit stiftelsens ordförande.

### Prins Carls uppfostringsinrättning för fattiga och vanvårdade barn
Stiftelsen hette från början "Prins Carls uppfostringsinrättning för fattiga och vanvårdade barn" efter den förste svenskfödde prinsen i huset Bernadotte (sedermera kung Karl XV).

### Stegsholm och Gålö
Stiftelsen var till en början helt beroende av medel som inflöt genom årliga bidrag från understödjande enskilda personer samt genom gåvor och donationer. 1860 hade man fått ihop ett kapital om cirka 266 000 kronor vilket gjorde att stiftelsen kunde förvärva egendomen Stegsholm med tillhörande utgårdar på Gålö. En anläggning som enligt styrelsens uppfattning "synes väl passa för anläggning af en lantlig uppfostringsinrättning, grundad på familjelifvet och vars läge på ett passande sätt bestämmer fosterbarnens frihet utan att såra deras känsla med kasernlifvets arrestlika tvång". Stiftelsen kom så småningom att äga hela Gålö med undantag av byn Sunnansund.
Gårdarna på ön arrenderades ut med förbehållet att barnen skulle inackorderas hos arrendatorerna och på så sätt få lära sig jordbruk. Man hade dessutom skola där såväl de "fattiga och vanvårdade" barnen som arrendatorernas barn gick.
Samhället kom så småningom att göra ungdoms- och barnavården till sin egen angelägenhet. Alla barn fick också möjlighet till en ordnad och bra skolundervisning. Detta medförde att stiftelsen ursprungliga mål och verksamhet hade övertagits av samhället. Man beslutade därför att förändra stadgarna på så sätt att låta avkastningen av stiftelsens medel användas "till stipendier till medellösa barn och unga personer från Stockholms stad för teoretisk eller praktisk utbildning". 
Enligt de nya stadgarna skulle vidare vid utdelandet av stipendier i regel "sådana personer äga företräde som med hänsyn till begåvning och karaktär anses kunna komma ifråga". Bakom denna stadgeändring låg inte endast en önskan att ge social rättvis åt alla, utan även en strävan att åt det svenska samhället tillvarata de bästa förmågorna och begåvningarna. Den 8 september 1938 godkände Kungl. Maj:t omläggningen av verksamheten. Samma år utarrenderades egendomen Stegsholm till Stockholms läns stadshushållningssällskap, som där startade Gålö lantbruksskola för utbildning av ungdomar till lantbrukare. Skolan lades ner 1968.